# Revolta de Kronstadt
A Revolta de Kronstadt foi uma insurreição dos marinheiros da Frota Naval Militar da União Soviética da cidade portuária de Kronstadt contra o governo da República Socialista Federativa Soviética da Rússia. Foi a última grande revolta contra o regime bolchevique no território russo durante a guerra civil que assolou o país. A revolta iniciou-se em 1º de março de 1921 na fortaleza naval da cidade, localizada na ilha de Kotlin, no golfo da Finlândia. Tradicionalmente, Kronstadt servia como base da frota russa do Báltico e da defesa de São Petersburgo (então Petrogrado), localizada a 30 km da ilha. Durante dezesseis dias, os rebeldes insurgiram-se em oposição ao governo soviético que eles mesmos haviam ajudado a consolidar.
Os rebeldes, entre os quais muitos comunistas decepcionados com os rumos do governo bolchevique, exigiam uma série de reformas, tais como a eleição de novos sovietes, inclusão de partidos socialistas e grupos anarquistas nos novos sovietes e o fim do monopólio bolchevique no poder, liberdade econômica para camponeses e operários, dissolução dos órgãos burocráticos do governo criados durante a guerra civil e a restauração de direitos civis para a classe trabalhadora. Apesar da influência de alguns partidos da oposição, os marinheiros não apoiaram nenhum em particular.
Convencidos da popularidade das reformas pelas quais lutavam e que tentaram aplicar parcialmente durante a revolta, os marinheiros de Kronstadt esperaram em vão o apoio da população no resto do país e rejeitaram ajuda de emigrados. Apesar de os conselhos de oficiais defenderem uma estratégia mais ofensiva, os rebeldes mantiveram uma atitude passiva ao esperar do governo o primeiro passo nas negociações, o que acabou por isolar as forças continentais. As autoridades, pelo contrário, adotaram uma postura intransigente, apresentando um ultimato exigindo a rendição incondicional no dia 5 de março. Uma vez expirado o prazo da rendição, os bolcheviques enviaram uma série de incursões militares contra a ilha, conseguindo reprimir a revolta em 17 de março após uma série de fracassos e muitas baixas. Houve alguns focos de resistência na ilha, eliminados em 18 de março.
Os rebeldes foram considerados mártires revolucionários por seus partidários e classificados como "agentes da Entente e da contrarrevolução" pelas autoridades. A resposta bolchevique à revolta causou grande controvérsia e foi responsável pela desilusão de vários simpatizantes do regime estabelecido pelos bolcheviques, como Emma Goldman, por exemplo. Porém, ainda que a revolta tenha sido reprimida e as exigências políticas dos rebeldes não tenham sido atendidas, ela serviu para acelerar a implantação da Nova Política Econômica (NEP), que substituiu o "comunismo de guerra".

## Contexto
No outono de 1920, a Guerra Civil Russa estava chegando ao fim. Em 12 de outubro o governo soviético firmava um armistício com a Polônia e três semanas mais tarde o último grande general branco, Pyotr Nikolayevich Wrangel, abandonava a Crimeia, e em novembro o governo conseguira dispersar as forças de Nestor Makhno na Ucrânia. Moscou havia recuperado o controle do Turquistão, da Sibéria e da Ucrânia, além das regiões carboníferas e petrolíferas de Donetsk e Baku, respectivamente; em fevereiro de 1921, as forças do governo reconquistaram a região do Cáucaso com a tomada da Geórgia. Apesar de alguns combates prosseguirem em algumas regiões (contra Makhno na Ucrânia, em um combate que durou até o final de outono; contra Antonov em Tambov; no Daguestão e na Sibéria contra revoltas camponesas), estes não representavam uma séria ameaça militar para o poderio comunista.
O governo de Lênin, após ter abandonado as esperanças de uma revolução comunista mundial, tratou de consolidar o poder localmente e normalizar suas relações com as potências ocidentais, que interromperam sua intervenção na guerra civil e iniciaram um bloqueio econômico ao país. Ao longo de 1920, firmaram-se diversos tratados com a Finlândia e outras repúblicas bálticas; em 1921 houve acordos com a Pérsia e o Afeganistão. Apesar da vitória militar e da melhora nas relações exteriores, a Rússia enfrentava uma grave crise social e econômica, que ameaçava Lênin e seus partidários.

## Causas da revolta

### Crise econômica e política
A revolta na base naval de Kronstadt começou como um protesto pela situação do país. Ao fim da guerra civil, a Rússia estava arruinada. O conflito havia deixado um grande número de vítimas e o país estava assolado pela fome e doenças. A produção agrícola e industrial reduzira-se drasticamente e o sistema de transporte encontrava-se desorganizado. As secas de 1920 e 1921 ajudaram a completar um cenário catastrófico para o país.
A chegada do inverno e a manutenção do "comunismo de guerra" e de diversas privações pelas autoridades soviéticas levaram ao aumento das tensões no campo (como na Revolta de Tambov) e nas cidades, especialmente em Moscou e Petrogrado — onde ocorreram greves e manifestações — no começo de 1921. Por conta da manutenção e reforço dos métodos do "comunismo de guerra", as condições de vida haviam piorado ainda mais após o fim dos combates.
O estopim dos protestos foi um anúncio governamental, dado em 22 de janeiro de 1921, determinando a redução das rações de pão em um terço para os habitantes de todas as cidades. As grandes nevascas e a falta de combustível, fatores que impediam o transporte dos alimentos estocados na Sibéria e no Cáucaso para abastecer as cidades, obrigaram as autoridades a tomarem tal medida, porém mesmo essa justificativa não foi capaz de evitar o descontentamento popular. Em meados de fevereiro, os trabalhadores começaram a se manifestar em Moscou; tais manifestações eram precedidas por reuniões operárias nas fábricas e oficinas. Os operários exigiam o fim do "comunismo de guerra" e liberdade de trabalho. Os enviados do governo não conseguiram apaziguar a situação. Logo surgiram revoltas que só puderam ser reprimidas mediante o uso de cadetes e tropas armadas.
Quando a situação parecia se acalmar em Moscou, os protestos estouraram em Petrogrado, onde cerca de 60% das grandes fábricas tiveram que fechar em fevereiro por conta da falta de combustível e o abastecimento de alimentos havia praticamente cessado. Assim como em Moscou, as manifestações e exigências eram precedidas por reuniões nas fábricas e oficinas. Diante da escassez das rações alimentares dadas pelo governo e apesar da proibição do comércio, os trabalhadores organizavam expedições para buscar suprimentos nas zonas rurais perto das cidades; as autoridades trataram de eliminar tais atividades, o que aumentou o descontentamento popular. Em 23 de fevereiro, uma reunião na pequena fábrica Trubochny aprovou uma medida favorável ao aumento das rações e da distribuição imediata de roupas de inverno e calçados que, segundo rumores, estavam sendo entregues praticamente apenas para os bolcheviques. No dia seguinte, os trabalhadores convocaram um protesto e, apesar de não terem conseguido convencer os soldados do regimento finlandês a se unirem a manifestação, contaram com o apoio de outros operários e de alguns estudantes, que marcharam pela ilha de Vasilievsky. O soviete local enviou cadetes que dispersaram os manifestantes sem que houvesse mortes. Grigori Zinoviev constituiu um "Comitê de Defesa" com poderes especiais para acabar com os protestos; estruturas semelhantes foram criadas nos diversos distritos da cidade na forma de troikas. Os bolcheviques da província mobilizaram-se para enfrentar a crise. Em 25 de fevereiro, houve novas manifestações, mais uma vez iniciadas pelos operários da Trubochny, e que dessa vez se espalharam por toda a cidade, em parte por conta de rumores sobre a ocorrência de vítimas da repressão na manifestação anterior. Diante do crescimento dos protestos, no dia 26 de fevereiro, o soviete local aprova uma medida que estabelecia o fechamento das fábricas com maior concentração de revoltosos, porém tal medida não apaziguou a situação e o movimento estendeu-se nos dias seguintes. Logo as reivindicações, de cunho econômico, passaram a ter também cunho político, o que era mais preocupante para os bolcheviques. Para acabar definitivamente com os protestos, as autoridades concentraram um grande número de tropas na cidade, trataram de fechar mais fábricas com grande concentração de rebeldes, proclamaram lei marcial e iniciaram uma campanha de detenções, executada pela Cheka e que resultou em milhares de pessoas presas. Cerca de quinhentos operários e dirigentes sindicais foram presos, assim como milhares de estudantes e intelectuais, além dos principais líderes mencheviques que ainda se encontravam livres — cinco mil mencheviques foram presos nos primeiros meses do ano. Os poucos anarquistas e socialistas revolucionários livres também foram presos. As autoridades solicitaram aos trabalhadores que voltassem ao trabalho para evitar o derramamento de sangue e outorgaram certas concessões — permissão para ir ao campo para trazer comida às cidades, relaxamento dos controles contra a especulação, permissão da compra de carvão para aliviar a escassez de combustível, anúncio do fim dos confiscos de grãos —, além de terem aumentado as rações dos operários e soldados, mesmo à custa do esgotamento das escassas reservas de alimentos. Tais medidas fizeram com que os operários de Petrogrado voltassem ao trabalho entre os dias 2 e 3 de março.

### Crise governamental
O autoritarismo bolchevique e a ausência de liberdades e de algumas reformas reforçavam a oposição e aumentavam o descontentamento por parte de seus próprios seguidores: na sua ânsia e em seu esforço de garantir o poder soviético, os bolcheviques na verdade favoreciam o crescimento da oposição.  O centralismo e a burocracia do "comunismo de guerra" aumentavam as dificuldades que deveriam ser enfrentadas.
Com o fim da guerra civil, surgiram grupos de oposição dentro do próprio partido bolchevique. Um dos grupos oposicionistas, de uma ala mais esquerdista e com um projeto muito próximo do sindicalismo, almejava a direção do partido. Outra ala dentro do partido defendia a descentralização do poder, que deveria ser imediatamente entregue aos sovietes.

## A situação da base naval de Kronstadt e da frota do Báltico

### Composição da frota

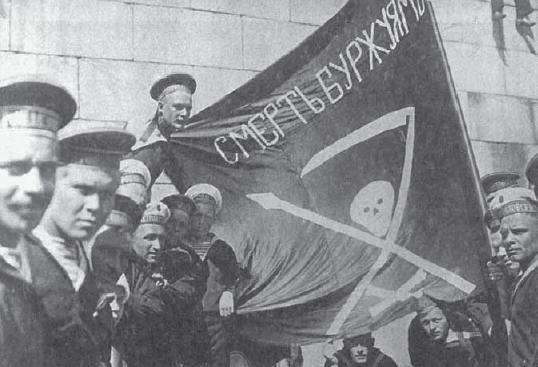
A tripulação do couraçado, durante o motim da frota do Báltico em março de 1917.

Desde 1917, as ideias anarquistas exerciam forte influência em Kronstadt. Os habitantes da ilha eram favoráveis à autonomia dos sovietes locais e consideravam a interferência do governo central indesejável e desnecessária. Núcleo de apoio radical aos sovietes, Kronstadt havia tomado parte em importantes acontecimentos do período revolucionário — como as Jornadas de Julho, a Revolução de Outubro, o assassinato dos ministros do Governo Provisório e a dissolução da Assembleia Constituinte — e da guerra civil; mais de quarenta mil marinheiros da frota do Báltico participaram dos combates contra o Exército Branco entre 1918 e 1920. Apesar da participação em importantes conflitos ao lado dos bolcheviques e figurarem entre as mais ativas tropas a serviço do governo, os marinheiros desde o começo mostraram-se receosos diante da possibilidade de centralização do poder e da formação de uma ditadura.
A composição da base naval, entretanto, havia mudado durante a guerra civil. Muitos dos antigos marinheiros que a compunham haviam sido enviados para diversos outros pontos do país durante o conflito, sendo substituídos por camponeses ucranianos menos favoráveis ao governo bolchevique, porém a maioria dos marinheiros presentes em Kronstadt durante a revolta — cerca de três quartos — eram veteranos de 1917. No começo de 1921, a ilha contava com uma população de cerca de cinquenta mil habitantes entre civis e militares — vinte e seis mil marinheiros e soldados — e, desde 1918, era a principal base da frota do Báltico, após a evacuação de Reval (atual Tallinn) e Helsingfors (atual Helsinque) após a assinatura do Tratado de Brest-Litovsk. Até a revolta, a base naval ainda considerava-se favorável aos bolcheviques, contando com diversos afiliados ao partido.

### Penalidades
A frota do Báltico estava sendo reduzida desde o verão de 1917, quando contava com oito navios de guerra, nove cruzadores, mais de cinquenta contratorpedeiros, cerca de quarenta submarinos e centenas de embarcações auxiliares; em 1920, restara da frota de 1917 apenas dois navios de guerra, dezesseis contratorpedeiros, seis submarinos e uma flotilha de caça-minas. A escassez de combustível agravava-se e havia temores de que se perdessem ainda mais navios por conta de certas falhas que eram suscetíveis no inverno. A falta de combustível impedia também a calefação dos navios. O abastecimento na ilha também era deficiente, em parte pelo sistema de controle altamente centralizado; muitas unidades ainda não haviam recebido seus novos uniformes em 1919. As rações diminuíram em quantidade e qualidade, e no final de 1920, ocorreu um surto epidêmico de escorbuto na frota; os protestos exigindo melhorias nas rações alimentícias dos soldados foram ignorados e os agitadores foram presos.

### Tentativas de reformas e problemas na administração
A organização da frota havia mudado drasticamente desde 1917: o comitê central, o Tsentrobalt, que havia tomado o controle após a Revolução de Outubro, progressivamente ia dando passos em direção a uma organização centralizada, processo que se acelerou em janeiro de 1919, com a visita de Trótski à Kronstadt após um desastroso ataque naval a Reval. A frota agora era controlada por um Comitê Militar Revolucionário escolhido pelo governo e os comitês navais foram abolidos. Fracassaram as tentativas de formar um novo corpo de oficiais navais bolcheviques para substituir os poucos czaristas que ainda dirigiam a frota. A nomeação do Fyodor Raskolnikov como comandante em chefe em junho de 1920, feita com o objetivo de aumentar a capacidade de ação da frota e acabar com as tensões, resultou em um fracasso e os marinheiros receberam-no com hostilidade. As tentativas de reforma e de aumentar a disciplina, que implicaram na mudança do pessoal da frota, produziram grande insatisfação entre os membros locais do partido. As tentativas de centralizar o controle desagradaram à maioria dos comunistas locais. Raskolnikov também entrou em confronto com Zinoviev, já que ambos desejavam controlar a atividade política na frota. Zinoviev tentou apresentar-se como um defensor da velha democracia soviética e acusava Trótski e seus comissários de serem os responsáveis pela introdução do autoritarismo na organização da frota. Raskolnikov tentou se livrar da forte oposição existente mediante a expulsão de um quarto dos membros da frota no fim de outubro de 1920, porém fracassou.

### Crescimento do descontentamento e da oposição
Em 15 de fevereiro de 1921, um grupo de oposição dentro do próprio partido bolchevique que discordava das medidas aplicadas na frota conseguiu aprovar uma resolução crítica em uma conferência do partido que reuniu delegados bolcheviques da frota do Báltico. Tal resolução criticava duramente a política administrativa da frota, acusando-a de ter afastado esta das massas e dos funcionários mais ativos, e de ter-se tornado um órgão meramente burocrático; além disso, exigia a democratização das estruturas do partido e advertiu que, se não houvesse mudanças, poderia haver uma rebelião. Além disso, a organização da frota passava por uma situação problemática: em janeiro, Raskolnikov havia perdido o controle real da administração da frota por conta de suas disputas com Zinoviev e mantinha seu cargo apenas formalmente, enquanto a frota encontrava-se desorganizada. No mesmo dia em que os marinheiros revoltaram-se em Kronstadt, Raskolnikov foi oficialmente deposto de seu cargo.
Por outro lado, o moral das tropas era baixo: a inatividade, a escassez de abastecimentos e munição, a impossibilidade de abandonar o serviço e a crise administrativa contribuíram para desanimar os marinheiros. O aumento temporário nas licenças dos marinheiros após o fim dos combates com as forças antissoviéticas também contribuiu para minar o ânimo da frota: os protestos nas cidades e a crise no campo por conta das apreensões do governo e a proibição do comércio privado afetaram diretamente os marinheiros que regressaram temporariamente para suas casas; os marinheiros haviam descoberto a grave situação do país após meses ou anos de luta em favor do governo, o que lhes desencadeou um forte sentimento de desilusão. O número de deserções cresceu abruptamente durante o inverno de 1920-1921.
As notícias dos protestos em Petrogrado, juntamente de rumores inquietantes de uma dura repressão dessas manifestações por parte das autoridades, fez aumentar a tensão entre os membros da frota. Em 26 de fevereiro, em resposta aos acontecimentos de Petrogrado, as tripulações dos navios Petropavlovsk e Sebastopol realizaram um encontro de emergência e enviaram uma delegação à cidade para investigar e informar Kronstadt a respeito dos protestos. Ao regressar dois dias depois, a delegação informou as demais tripulações sobre as greves e protestos em Petrogrado e a repressão governamental. Os marinheiros decidiram apoiar os manifestantes da capital, aprovando uma resolução com quinze exigências que seria enviada ao governo.

## Primeiras ações

### As exigências de Kronstadt
As exigências aprovadas na reunião dos marinheiros de Kronstadt no dia 28 de fevereiro, semelhantes em alguns pontos às exigências feitas pelos mencheviques em Petrogrado, foram as seguintes:

1. Novas eleições imediatas para os sovietes. Os presentes sovietes não mais expressam os desejos dos trabalhadores e camponeses. As novas eleições devem ocorrer sob voto secreto, e devem ser precedidas de livre propaganda eleitoral;
2. Liberdade de expressão e de imprensa para trabalhadores e camponeses, para os anarquistas, e para partidos socialistas de esquerda;
3. Direito à reunião, e liberdade para sindicatos e organizações camponesas;
4. A organização, no mais tardar até o dia 10 de março de 1921, de uma conferência de trabalhadores, soldados e marinheiros de Petrogrado, Kronstadt e do distrito de Petrogrado não militantes do Partido;
5. A libertação de todos os presos políticos anarquistas e dos partidos socialistas, e de todos os trabalhadores, camponeses, soldados e marinheiros militantes de organizações operárias e camponesas então presos;
6. A eleição de uma comissão para estudar os dossiês de todos os detidos em prisões e campos de concentração;
7. A abolição de todas as seções políticas dentro das forças armadas. Nenhum partido político deve ter privilégios para a propagação de suas ideias, ou receber subsídios do Estado para este fim. No lugar de seções políticas vários grupos culturais devem ser criados, tomando recursos do Estado;
8. A abolição imediata das barreiras militares criadas entre as cidades e o campo;
9. A isonomia de rações para todos os trabalhadores, exceto para os que executam funções perigosas ou insalubres;
10. A abolição dos destacamentos de combate do Partido em todos os grupos militares. A abolição dos guardas do Partido nas fábricas e empresas. Se guardas fazem-se necessários, eles devem ser nomeados, levando-se em consideração as opiniões dos trabalhadores;
11. A concessão aos camponeses de liberdade de ação sobre seu próprio solo, e do direito de possuir gado, contanto que sejam diretamente responsáveis por aqueles e que não utilizem mão de obra assalariada;
12. Nós pedimos que todas as unidades militares e grupos de cadetes aspirantes se juntem a esta resolução;
13. Nós exigimos que a imprensa dê publicidade adequada a esta resolução;
14. Nós exigimos a instituição de grupos de controle operário móveis;
15. Nós exigimos que a produção artesanal seja autorizada desde que não utilize mão de obra assalariada.

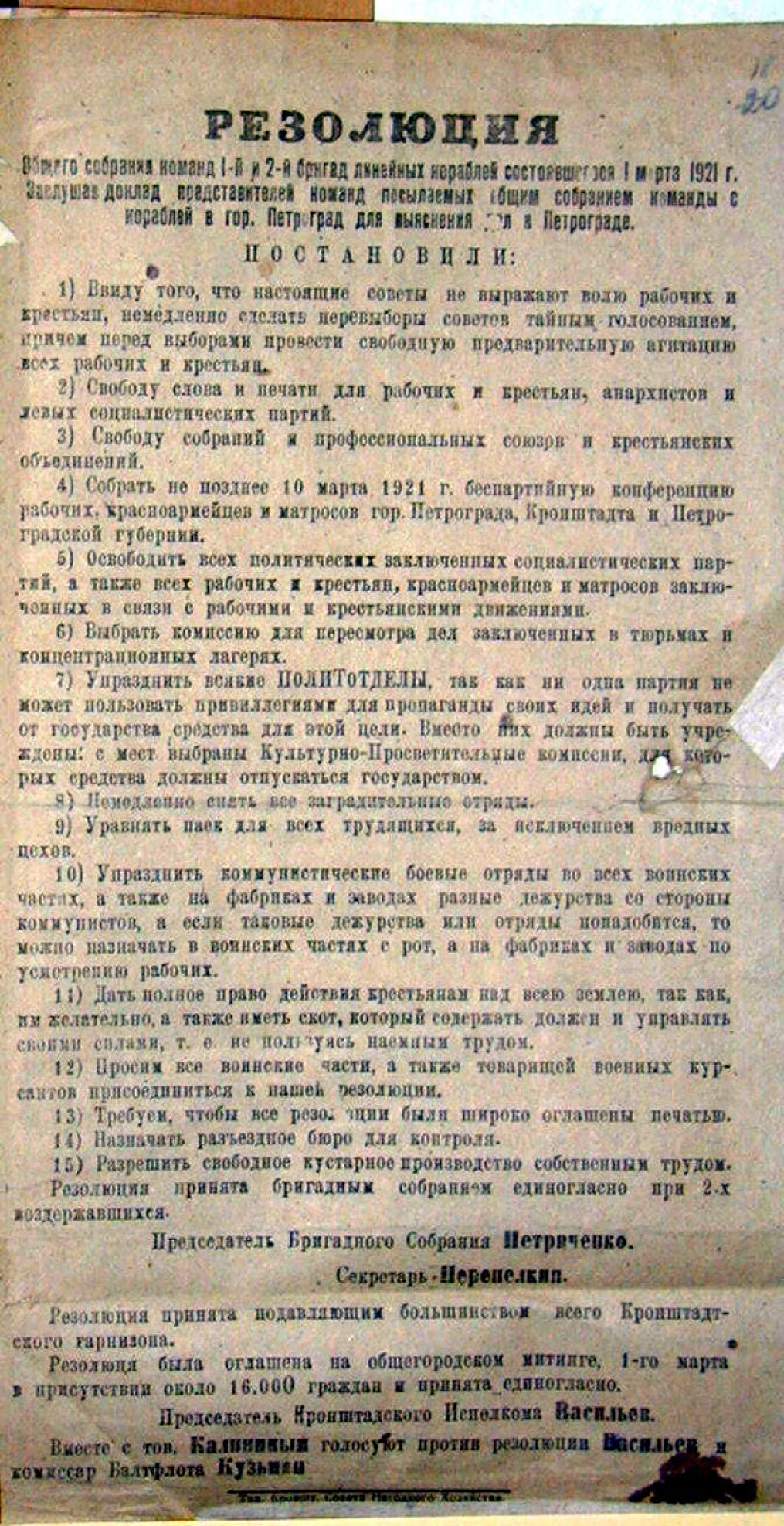
A resolução tomada pelos marinheiros de Kronstadt, exigindo demandas como a eleição de sovietes livres e liberdade de expressão e imprensa.

Entre as principais reivindicações exigidas pelos rebeldes estavam a realização de novas eleições livres — como estipulava a constituição — para os sovietes, o direito à liberdade de expressão e à total liberdade de ação e comércio. Segundo os proponentes da resolução, as eleições resultariam na derrota dos comunistas e no "triunfo das conquistas da Revolução de Outubro". Os comunistas, que planejavam um programa econômico muito mais ambicioso e que ia além das reivindicações exigidas pelos marinheiros, não podiam tolerar, porém, a afronta que as reivindicações políticas representavam ao seu poder, pois questionavam a legitimidade dos bolcheviques como representantes das classes trabalhadoras. As antigas demandas que Lênin havia defendido em 1917 foram consideradas contrarrevolucionárias e perigosas ao governo soviético pelos bolcheviques.
No dia seguinte, 1º de março, cerca de quinze mil pessoas compareceram a uma grande assembleia convocada pelo próprio soviete local e presidida pelo dirigente executivo deste na praça de Ancla. As autoridades tentaram apaziguar os ânimos da multidão enviando Mikhail Kalinin, presidente do Comité Executivo Central de Todas as Rússias (VTsIK) como orador, enquanto Zinoviev não se atreveu a ir para a ilha. Porém, logo ficou clara a atitude da multidão presente, que exigia eleições livres para os sovietes, liberdade de expressão e imprensa para os anarquistas e socialistas de esquerda e para todos os operários e camponeses, liberdade de reunião, supressão das seções políticas no exército, rações iguais salvo para aqueles que realizavam trabalhos mais pesados — os comunistas desfrutavam das melhores rações —, liberdade econômica e liberdade de organização para os operários e camponeses, além de uma anistia política. Os presentes assim aprovaram por esmagadora maioria a resolução adotada anteriormente pelos marinheiros de Kronstadt. Grande parte dos comunistas presentes na multidão também apoiaram a resolução. Os protestos dos dirigentes comunistas foram rechaçados, porém Kalinin pôde regressar sem problemas a Petrogrado.
Embora os rebeldes não esperassem um confronto militar com o governo, a tensão em Kronstadt cresceu após a prisão e o desaparecimento de uma delegação da base naval, enviada para Petrogrado para investigar a situação das greves e protestos que ocorriam na cidade. Enquanto isso, alguns comunistas da base começavam a se armar, enquanto outros a abandonavam.

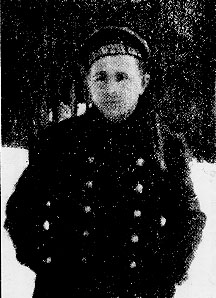
Stepan Petrichenko, marinheiro anarquista de origem ucraniana que presidiu o Comitê Revolucionário Provisório durante a revolta de Kronstadt.

Em 2 de março, os delegados dos navios de guerra, das unidades militares e dos sindicatos reuniram-se para preparar a reeleição do soviete local. Cerca de trezentos delegados juntaram-se para renovar o soviete como decidido na assembleia do dia anterior. Os principais representantes comunistas tentaram dissuadir os delegados através de ameaças, porém não obtiveram êxito. Três deles, o presidente do soviete local e os comissários da frota Kuzmin e do pelotão de Kronstadt, foram presos pelos rebeldes. A ruptura com o governo ocorreu por conta de um rumor que se espalhou pela assembleia: o governo estaria planejando reprimir a assembleia e as tropas governamentais estariam se aproximando da base naval. Imediatamente foi eleito um Comitê Revolucionário Provisório (CRP), formado pelos cinco membros da presidência colegiada da assembleia, para administrar a ilha até a eleição de um novo soviete local. Dois dias mais tarde, foi aprovada a ampliação do Comitê para quinze membros. A assembleia dos delegados tornou-se o parlamento da ilha, e reuniu-se em duas ocasiões, nos dias 4 e 11 de março.
Parte dos comunistas de Kronstadt abandonaram a ilha precipitadamente; um grupo deles, liderados pelo comissário da fortaleza, tentou esmagar a revolta, porém, carentes de apoio, acabaram fugindo. Durante a madrugada do dia 2 de março, a cidade, os barcos da frota e as fortificações da ilha já estavam nas mãos do CRP, que não encontrou resistência. Os rebeldes prenderam trezentos e vinte e seis comunistas, cerca de um quinto dos comunistas locais. Os demais foram deixados em liberdade, embora as autoridades bolcheviques tenham executado quarenta e cinco marinheiros em Oranienbaum e tomado parentes dos rebeldes como reféns. Nenhum dos comunistas detidos pelos rebeldes sofreu maus tratos ou torturas e nem houve execuções. Os presos receberam as mesmas rações que o resto dos habitantes da ilha e perderam apenas suas botas e abrigos, que foram entregues aos soldados que realizavam plantão nas fortificações.
O governo acusou os opositores de serem contrarrevolucionários liderados pela França e afirmou que os rebeldes de Kronstadt eram comandados pelo general Kozlovski, antigo oficial czarista então responsável pela artilharia da base — embora estivesse nas mãos do Comitê Revolucionário. Ainda no dia 2 de março, toda a província de Petrogrado foi submetida à lei marcial e o Comitê de Defesa presidido por Zinoviev obteve poderes especiais para reprimir os protestos. Trótski apresentou supostos artigos da imprensa francesa que anunciavam a revolta duas semanas antes de sua eclosão, como prova de que a rebelião seria um plano tramado pelos emigrados e pelas forças da Entente. Lênin adotou a mesma estratégia para acusar os rebeldes poucos dias mais tarde no X Congresso do Partido.
Apesar da intransigência do governo e da disposição das autoridades em esmagar a revolta através da força, muitos comunistas defendiam a aplicação das reformas exigidas pelos marinheiros e preferiam uma resolução negociada para pôr fim ao conflito. Na realidade, a atitude inicial do governo de Petrogrado não foi tão intransigente quanto parecia; o próprio Kalinin assumiu que as reivindicações eram aceitáveis, devendo sofrer apenas algumas alterações, enquanto o soviete local tentou apelar para os marinheiros ao dizer que eles haviam sido enganados por certos agentes contrarrevolucionários. A atitude de Moscou, porém, desde o início foi bem mais dura do que a dos dirigentes de Petrogrado.
Os críticos do governo, inclusive alguns comunistas, acusavam este de ter traído os ideais da revolução de 1917 e implantado um regime violento, corrupto e burocrático. Em parte, os diversos grupos de oposição dentro do próprio partido — os comunistas de esquerda, centralistas democráticos e a oposição operária — concordavam com tais críticas, ainda que seus dirigentes não tenham apoiado a revolta; no entanto, os membros da oposição operária e os centralistas democráticos ajudaram a reprimir a revolta.

### Acusações e postura das autoridades

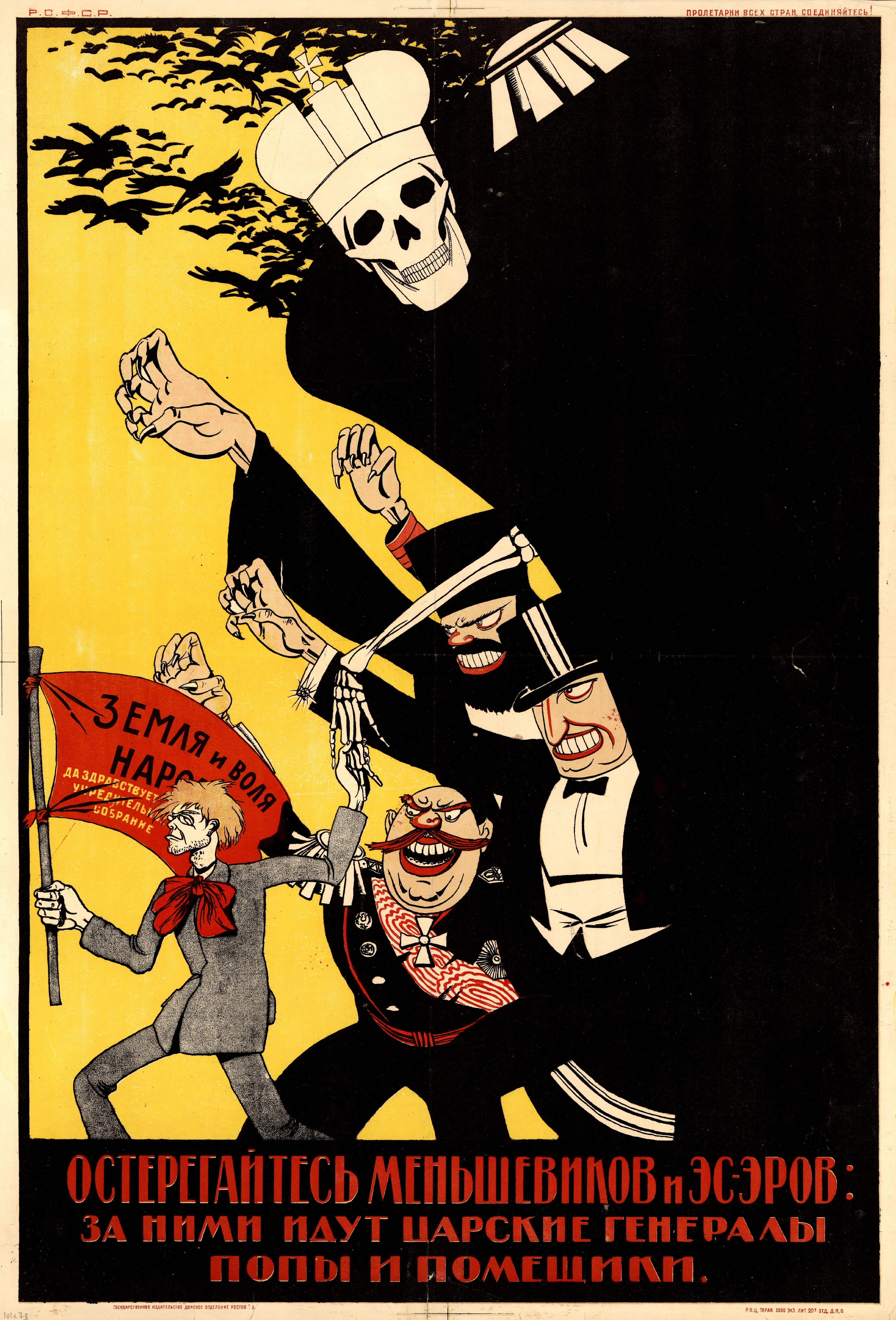
Propaganda bolchevique contra os mencheviques e socialistas revolucionários: "Cuidado com os mencheviques e socialistas revolucionários. Eles seguem os generais, sacerdotes e proprietários de terras czaristas".

As acusações das autoridades de que a revolta seria um plano contrarrevolucionário eram falsas. Os rebeldes não esperavam ataques por parte das autoridades e nem iniciaram ataques contra o continente — rechaçando os conselhos de Kozlovski —, nem os comunistas da ilha denunciaram qualquer tipo conluio por parte dos rebeldes nos primeiros momentos da revolta, e inclusive participaram da assembleia de delegados ocorrida em 2 de março. Inicialmente, os rebeldes procuraram mostrar uma postura conciliadora com o governo, acreditando que este pudesse acatar as reivindicações de Kronstadt. Kalinin, que poderia ter sido um valioso refém para os rebeldes, pôde voltar sem complicações para Petrogrado após a assembleia ocorrida em 1º de março.
Nem os rebeldes e nem o governo esperavam que os protestos de Kronstadt desencadeassem uma rebelião. Os comunistas locais inclusive publicaram um manifesto no novo periódico da ilha. Muitos dos membros locais do partido bolchevique não viam nos rebeldes e em suas reivindicações o caráter supostamente contrarrevolucionário denunciado pelos dirigentes de Moscou.
Parte das tropas enviadas pelo governo para reprimir a revolta passou para o lado dos rebeldes, ao saber que estes haviam eliminado a "comissáriocracia" na ilha. O governo teve sérios problemas com as tropas regulares enviadas para reprimir a insurreição, tendo que utilizar unidades de cadetes e agentes da Cheka. A direção dos planos militares ficou nas mãos dos mais altos dirigentes bolcheviques, que tiveram que regressar do X Congresso do Partido que estava sendo realizado em Moscou para encabeçar as operações.
A pretensão dos rebeldes de iniciar uma "terceira revolução" que retomasse os ideais de 1917 e acabasse de vez com os desmandos do governo bolchevique representava uma grande ameaça para este, podendo minar o apoio popular ao partido e dividi-lo, criando um grande grupo de oposição. Para evitar tal possibilidade, o governo precisava fazer com que qualquer revolta parecesse contrarrevolucionária, o que explica sua postura intransigente com Kronstadt e a campanha contra os rebeldes. Os comunistas tentavam apresentar-se como os únicos defensores legítimos dos interesses das classes trabalhadoras.

### Atividades da oposição
Os diversos grupos de emigrados e opositores do governo estavam muito divididos para realizarem um esforço em conjunto para apoiar os rebeldes. Kadetes, mencheviques e socialistas revolucionários mantiveram suas diferenças e não colaboraram entre si para apoiar a rebelião. Victor Chernov e os socialistas revolucionários tentaram lançar uma campanha de arrecadação de fundos para ajudar os marinheiros, porém o CRP recusou o auxílio, convencido de que a revolta iria espalhar-se pelo país, não havendo necessidade de ajuda externa. Os mencheviques, por sua vez, mostraram-se simpáticos com as reivindicações dos rebeldes, mas não com a revolta em si. A União Russa de Indústria e Comércio, sediada em Paris, conseguiu o apoio do Ministério de Relações Exteriores francês para abastecer a ilha e começou a arrecadar dinheiro para os rebeldes. Wrangel — a quem os franceses seguiam abastecendo — prometeu a Kozlovski o apoio de suas tropas de Constantinopla e iniciou uma campanha para obter o apoio das potências, obtendo pouco êxito. Nenhuma potência aceitou prestar apoio militar aos rebeldes e somente a França tratou de facilitar a chegada de alimentos na ilha. O abastecimento planejado pelos kadetes da Finlândia não estabeleceu-se em tempo hábil. Apesar das tentativas dos antibolcheviques de pedir auxílio à seção russa da Cruz Vermelha para ajudar Kronstadt, nenhuma ajuda chegou à ilha durante as duas semanas de rebelião.
Ainda que existisse um plano do Centro Nacional de realizar um levante em Kronstadt, no qual os kadetes iriam tomar conta da cidade para convertê-la em um novo centro de resistência contra os bolcheviques com a chegada das tropas de Wrangel na ilha, a revolta que ocorreu não teve qualquer qualquer relação com a trama. Foram poucos os contatos entre os rebeldes de Kronstadt e os emigrados durante a revolta, embora alguns rebeldes tenham se unido às forças de Wrangel após o fracasso da insurreição.

### Postura e medidas tomadas pelos rebeldes
Os rebeldes justificaram o levante afirmando que este era um ataque contra o que eles chamavam de "comissáriocracia" comunista. Segundo eles, os bolcheviques haviam traído os princípios da Revolução de Outubro, tornando o governo soviético uma autocracia burocrática sustentada pelo terror da Cheka. Segundo os rebeldes, uma "terceira revolução" deveria devolver o poder aos sovietes eleitos livremente, eliminar a burocracia dos sindicatos e começar a implantação de um novo socialismo que serviria de exemplo para o mundo todo. Os cidadãos de Kronstadt, entretanto, não desejavam a realização de uma nova assembleia constituinte e nem o retorno da "democracia burguesa", e sim a devolução do poder aos sovietes livres. Temerosos de justificarem as acusações dos bolcheviques, os dirigentes da rebelião não atentaram contra os símbolos revolucionários e tomaram muito cuidado ao aceitar qualquer ajuda que pudesse os relacionar de alguma forma com os emigrados ou com as forças contrarrevolucionárias. Os rebeldes tampouco exigiam o fim do partido bolchevique, e sim uma reforma para eliminar sua forte tendência autoritária e burocrática que havia crescido durante a guerra civil, opinião defendida por algumas correntes de oposição dentro do próprio partido. Os rebeldes sustentavam que o partido havia se afastado do povo e sacrificado seus ideais democráticos e igualitários para manter-se no poder. Os marinheiros de Kronstadt permaneciam fiéis aos ideais de 1917, defendendo a ideia de que os sovietes deveriam ser livres do controle de qualquer partido e que todas as tendências de esquerda poderiam participar destes sem restrições, garantindo os direitos civis dos trabalhadores e serem eleitos diretamente por estes, e não serem designados pelo governo ou por algum partido político.
Diversas tendências de esquerda participaram da revolta. Os rebeldes de tendência anarquista reivindicavam, além de liberdades individuais, a autodeterminação dos trabalhadores. Os bolcheviques viam com receio os movimentos espontâneos das massas, acreditando que a população pudesse cair nas mãos da reação. Para Lênin, as reivindicações de Kronstadt mostravam um "caráter tipicamente anarquista e pequeno-burguês"; porém, como refletiam as inquietações das massas camponesas e operárias, representavam uma ameaça muito maior para o seu governo do que os exércitos czaristas. Os ideais dos rebeldes, segundo os dirigentes bolcheviques, lembravam o populismo russo. Os bolcheviques muito haviam criticado os populistas, que em sua opinião eram reacionários e irrealistas por rejeitarem a ideia de um Estado centralizado e industrializado. Tal ideia, por mais popular que fosse, segundo Lênin deveria conduzir à desintegração do país em milhares de comunas separadas, pondo um fim no poder centralizado dos bolcheviques mas que, com o tempo, poderia resultar na implantação de um novo regime centralista e de direita, razão pela qual tal ideia deveria ser suprimida.
Influenciados por diversos grupos socialistas e anarquistas, porém livres do controle ou das iniciativas desses grupos, os rebeldes acataram diversas reivindicações de todos esses grupos em um programa vago e pouco definido, que representava muito mais um protesto popular contra a miséria e a opressão do que um programa de governo coerente. Entretanto, muitos notam a proximidade das ideias rebeldes com o anarquismo, com discursos enfatizando a coletivização das terras, a liberdade, a importância da vontade e da participação popular e a defesa de um Estado descentralizado. Naquele contexto, o grupo político mais próximo destas posições, além dos anarquistas, era a União dos Socialistas Revolucionários Maximalistas, que sustentava um programa muito semelhante aos slogans revolucionários de 1917  — "toda a terra para os camponeses", "todas as fábricas para os trabalhadores", "todo o pão e todos os produtos para os trabalhadores", "todo poder aos sovietes livres" —, ainda muito populares. Desiludidos com os partidos políticos, os sindicatos tomaram parte na revolta defendendo a ideia de que sindicatos livres deveriam devolver o poder econômico aos trabalhadores. Os marinheiros, assim como os socialistas revolucionários, defendiam amplamente os interesses do campesinato e não demonstravam muito interesse em questões relativas à grande indústria, ainda que rejeitassem a ideia de realizar uma nova assembleia constituinte, um dos pilares do programa socialista revolucionário.
Durante a insurreição, os rebeldes modificaram o sistema de racionamento; entregando quantias de rações iguais para todos os cidadãos, com exceção das crianças e dos doentes, que recebiam rações especiais. Foi imposto um toque de recolher e as escolas foram fechadas. Foram implantadas algumas reformas administrativas: foram abolidos os departamentos e comissariados, sendo substituídos por juntas de delegados sindicais, e em todas as fábricas, instituições e unidades militares foram formadas troikas revolucionárias para aplicar as medidas do CRP.

## Extensão da revolta e enfrentamentos com o governo

### Fracasso da extensão da revolta

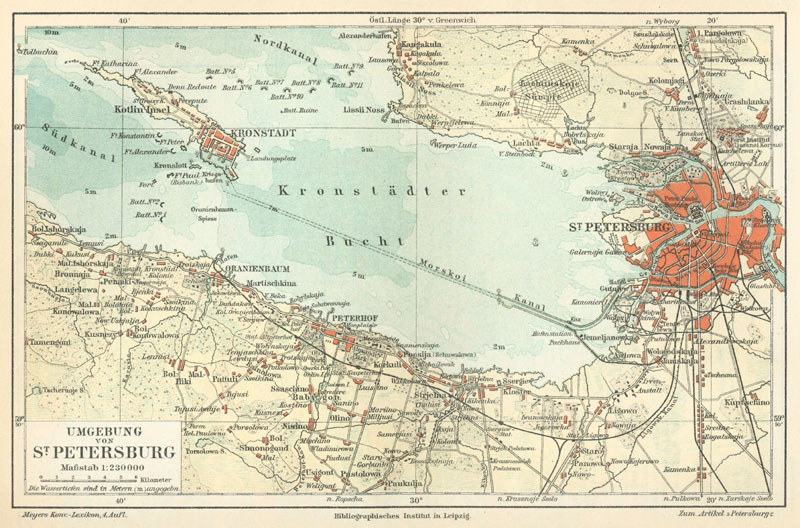
Mapa de 1888 que ilustra bem a posição de Kronstadt e Petrogrado no golfo da Finlândia. No mapa, também aparecem cidades próximas à costa que tiveram um papel importante durante as operações, como Oranienbaum, Peterhof e Lisy Nos.

Na tarde de 2 de março, os delegados enviados por Kronstadt cruzaram o mar congelado até Oranienbaum com a resolução adotada pelos marinheiros, para divulgá-la em Petrogrado e nos arredores da cidade. Já em Oranienbaum, receberam o apoio unânime da 1ª Esquadra Aérea e Naval. Nessa noite, o CRP enviou um destacamento de 250 homens para Oranienbaum, porém as forças de Kronstadt tiveram de retornar sem alcançar seu destino ao serem rechaçadas sob o fogo de metralhadoras; os três delegados que a esquadra aérea de Oranienbam havia enviado para Kronstadt foram presos pela Cheka enquanto regressavam para a cidade. O comissário de Oranienbaum, ciente dos fatos e temendo a sublevação de suas outras unidades, solicitou a ajuda urgente de Zinoviev, armou os membros locais do partido e aumentou suas rações para tentar assegurar sua lealdade. Durante a madrugada do dia seguinte, um blindado com cadetes e três baterias de artilharia leve chegaram em Petrogrado, cercando os quartéis da unidade sublevada e prendendo os insurretos. Após um extenso interrogatório, quarenta e cinco deles foram fuzilados.
Apesar deste revés, os rebeldes seguiram mantendo uma postura passiva e rechaçaram os conselhos dos "especialistas militares" — eufemismo que se utilizava para designar os oficiais czaristas empregados pelos soviéticos sob vigilância dos comissários — de atacarem diversos pontos do continente em vez de se manterem na ilha. O gelo ao redor da base não foi rompido, os navios de guerra não foram liberados e as defesas das entradas de Petrogrado não foram reforçadas. Kozlovski queixava-se da hostilidade dos marinheiros em relação aos oficiais, julgando o momento da insurreição inoportuno. Os rebeldes estavam convencidos de que as autoridades comunistas cederiam e negociaram as reivindicações exigidas.
Nos poucos lugares do continente onde os rebeldes conseguiram certo apoio, os comunistas agiram com prontidão para sufocar as revoltas. Na capital, foi detida uma delegação da base naval que tentava convencer a tripulação de um  quebra-gelo de se unir a rebelião. A maioria delegados da ilha enviados para o continente foram detidos. Incapazes de fazerem com que a revolta se propagasse pelo país e rechaçando as exigências das autoridades soviéticas de acabar com a rebelião, os rebeldes adotaram uma estratégia defensiva com o objetivo de começar as reformas administrativas na ilha e evitar que fossem detidos até o degelo da primavera, que aumentaria suas defesas naturais.
Em 4 de março, na assembleia que aprovou a ampliação do CRP e a entrega de armas aos cidadãos a fim de manter a segurança na cidade, para que os soldados e marinheiros pudessem se dedicar à defesa da ilha, já que os informes dos delegados que haviam conseguido regressar do continente indicavam que as autoridades haviam silenciado o caráter real da revolta e começado a difundir notícias de um suposto levante branco na base naval.

### Ultimato do governo e preparação das forças militares
Em uma tumultuada reunião do Soviete de Petrogrado na qual foram convidadas outras organizações, foi aprovada uma resolução exigindo o fim da rebelião e a devolução do poder ao soviete local de Kronstadt, apesar da resistência por parte dos representantes dos rebeldes. Trótski, que era bastante habilidoso com negociações, não pôde chegar a tempo para participar da reunião: soube da rebelião quando estava na Sibéria ocidental, partiu imediatamente para Moscou para falar com Lênin e chegou em Petrogrado no dia 5 de março. Imediatamente, foi apresentado um ultimato aos rebeldes que exigia a rendição incondicional e imediata. As autoridades de Petrogrado ordenaram a prisão dos familiares dos rebeldes, estratégia antes usada por Trótski durante a guerra civil para tentar assegurar a lealdade dos oficiais czaristas empregados pelo Exército Vermelho e que dessa vez foi aplicada não por Trótski, mas sim pelo Comitê de Defesa de Zinoviev. Petrogrado exigiu a libertação dos oficiais comunistas detidos em Kronstadt e ameaçou atentar contra seus reféns, mas os rebeldes responderam afirmando que os presos não estavam sofrendo maus tratos e não os libertaram.
A pedido de alguns anarquistas que desejavam a mediação entre as partes e evitar um conflito armado, o Soviete de Petrogrado propôs o envio de uma comissão formada por comunistas a Kronstadt para estudar a situação. Revoltados com a tomada dos reféns pelas autoridades, os rebeldes rejeitaram a proposta, a única no sentido de tentar mediar o impasse diante negociações de alguma forma. Eles exigiram o envio de delegados que não fossem do partido comunista, eleitos por operários, soldados e marinheiros sob a supervisão dos rebeldes, além de alguns comunistas eleitos pelo Soviete de Petrogrado; a contraproposta foi rejeitada e pôs fim a um possível diálogo.

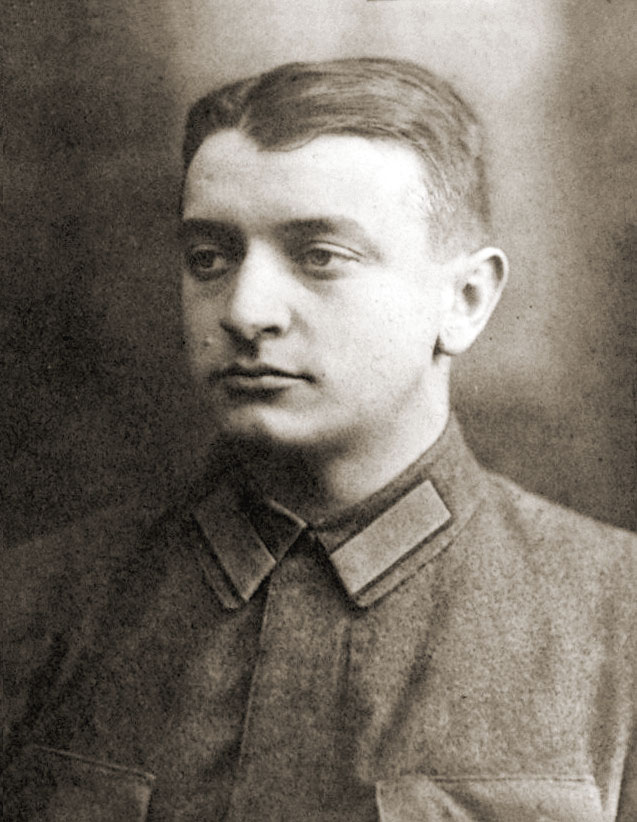
Mikhail Tukhachévski, figura destacada do Exército Vermelho que comandou as operações contra Kronstadt.

Em 7 de março, expirou o prazo de aceitação do ultimato de 24 horas de Trótski, que já havia sido ampliado um dia. Entre os dias 5 e 7 de março, o governo havia preparado forças — cadetes, unidades da Cheka e outras consideradas as mais leais do Exército Vermelho — para atacar a ilha. Foram chamados alguns dos mais importantes "especialistas militares" e comandantes comunistas para preparar um plano de ataque. Em 5 de março, Mikhail Tukhachévski, então um jovem oficial de grande destaque, tomou o comando do 7º Exército e do resto das tropas do distrito militar de Petrogrado. O 7º Exército, que havia defendido a antiga capital durante toda a guerra civil e era formado principalmente por camponeses, encontrava-se desmotivado e desmoralizado, tanto pelo desejo de acabar logo com a guerra por parte de seus soldados quanto pela simpatia destes com os protestos operários e sua relutância em combater aqueles que consideraram camaradas em combates anteriores. Tukhachévski teve que contar com as unidades de cadetes, da Cheka e dos comunistas para encabeçar o ataque à ilha rebelde.
Em Kronstadt, a guarnição de treze mil homens havia sido reforçada com o recrutamento de dois mil civis e a defesa começou a ser reforçada. A ilha contava com uma série de fortes — nove ao norte e seis ao sul — bem blindado e equipados com canhões pesados de grande alcance. No total, 135 canhões e sessenta e oito metralhadoras defendiam a ilha. Os principais navios de guerra da base, Petropavlovsk e Sebastopol, eram fortemente armados, porém ainda não haviam sido liberados por conta do gelo e não podiam manobrar livremente. Apesar disso, sua artilharia era superior à de qualquer outro navio disposto pelas autoridades soviéticas. A base também contava com mais oito encouraçados, quinze canhoneiras e vinte rebocadores que poderiam ser usados nas operações. O ataque à ilha não era fácil de ser realizado: o ponto mais próximo do continente, Oranienbaum, encontrava-se a oito quilômetros ao sul. Um ataque de infantaria supunha que os atacantes cruzassem grandes distâncias sobre o mar congelado sem qualquer proteção e sob fogo da artilharia e das metralhadoras que defendiam as fortificações de Kronstadt.
Os rebeldes de Kronstadt também tinham suas dificuldades: não contavam com munição suficiente para se defenderem de um cerco prolongado, nem com roupas e calçados adequados para o inverno e combustível suficiente. A reserva de alimentos da ilha também era escassa.

### Início dos combates
As operações militares contra a ilha começaram na manhã de 7 de março com um ataque de artilharia de Sestroretsk e Lisy Nos, na costa norte da ilha; os bombardeios tinham como objetivo debilitar as defesas da ilha para facilitar um posterior ataque da infantaria. Após o ataque da artilharia, em 8 de março começou o ataque da infantaria em meio a uma tempestade de neve; as unidades de Tukhachévski atacaram a ilha ao norte e ao sul. Os cadetes iam na vanguarda, seguidos das unidades seletas do Exército Vermelho e das unidades de metralhadoras da Cheka, que deveriam impedir possíveis deserções.
Os rebeldes, preparados, investiram violentamente contra as forças do governo; alguns soldados do Exército Vermelho se afogaram nos buracos abertos no gelo pelas explosões, outros mudaram de lado e uniram-se aos rebeldes ou negaram-se a continuar na batalha. Poucos soldados do governo alcançaram a ilha, sendo logo rechaçados pelos rebeldes. Quando a tempestade acalmou, foram retomados os ataques de artilharia e pela tarde os aviões soviéticos começaram a bombardear a ilha, porém não causaram danos consideráveis. O primeiro ataque fracassou. Apesar das declarações triunfalistas das autoridades, os rebeldes continuavam resistindo. As forças enviadas para combater os rebeldes — cerca de vinte mil soldados — haviam sofrido centenas de baixas e deserções, que se deram tanto pela desistência dos soldados em enfrentar os marinheiros quanto pela insegurança em realizar um ataque sem nenhuma proteção.

### Ataques menores
Enquanto os bolcheviques preparavam forças maiores e mais eficientes — que incluíam regimentos de cadetes, membros das juventudes comunistas, forças da Cheka e unidades especialmente leais de diversas frentes —, realizou-se uma série de ataques menores contra Kronstadt nos dias seguintes ao primeiro ataque fracassado. Zinoviev realizou novas concessões para a população de Petrogrado para manter a calma na antiga capital; um relatório de Trótski ao X Congresso do Partido fez com que cerca de trezentos delegados do congresso se apresentassem como voluntários para combater em Kronstadt em 10 de março. Como um sinal de lealdade ao partido, os grupos de oposição intrapartidários também apresentaram voluntários. A principal tarefa destes voluntários era elevar o moral das tropas após o fracasso de 8 de março.
Em 9 de março, os rebeldes rechaçaram outro ataque menor das tropas governamentais; em 10 de março, alguns aviões bombardearam a fortaleza de Kronstadt e pela noite, baterias localizadas na região costeira começaram a disparar contra a ilha. Na manhã de 11 de março, as autoridades tentaram realizar um ataque ao sudeste da ilha, que fracassou e resultou em um grande número de baixas entre as forças do governo. A névoa impediu as operações durante o resto do dia. Estes reveses não desanimaram os oficiais comunistas, que continuaram ordenando ataques à fortaleza enquanto organizavam forças para uma investida maior. Em 12 de março, houve novos bombardeios, que causaram poucos danos; em 13 de março se realizou uma nova investida contra a ilha, também fracassada. Na manhã de 14 de março, outro ataque foi realizado, fracassando novamente. Esta foi a última tentativa de tomar a ilha de assalto utilizando pequenas forças militares, entretanto, os ataques aéreos e de artilharia nas regiões costeiras foram mantidos.
Durante as últimas operações militares, os bolcheviques tiveram de reprimir diversas revoltas em Peterhof e Oranienbaum, mas isso não os impediu de concentrarem suas forças para um ataque final; as tropas, muitas delas de origem camponesa, também mostravam mais empolgação do que nos primeiros dias do ataque, por conta da notícia — propagada pelos delegados do X Congresso do partido — do fim dos confiscos de grãos do campesinato e a sua substituição por um imposto em espécie. A melhora no moral das tropas governamentais coincidiu com o crescente desalento dos rebeldes. Estes não haviam conseguido estender a revolta até Petrogrado e os marinheiros sentiam-se traídos pelos operários da cidade. A falta de apoio somou-se a uma série de privações para os rebeldes, já que as reservas de petróleo, munição, roupa e alimento esgotavam-se. O estresse causado pelos combates e bombardeios e a ausência de qualquer apoio externo foram minando o moral dos rebeldes. A paulatina redução das rações, o fim das reservas de farinha em 15 de março e a possibilidade de que a fome se agravasse entre a população da ilha fizeram com que o CRP aceitasse a oferta de alimentos e medicações da Cruz Vermelha.

### O ataque final
No mesmo dia da chegada do representante da Cruz Vermelha em Kronstadt, Tukhachévski finalizava seus preparativos para atacar a ilha com um grande contingente militar. A maior parte das forças concentrou-se ao sul da ilha, enquanto um contingente menor concentrava-se ao norte. Dos cinquenta mil soldados que participaram da operação, trinta e cinco mil atacaram a ilha ao sul; participaram da operação os mais destacados oficiais do Exército Vermelho, inclusive alguns antigos oficiais czaristas. Muito mais preparados do que no assalto de 8 de março, os soldados mostraram muito mais ânimo para tomar a ilha sublevada.

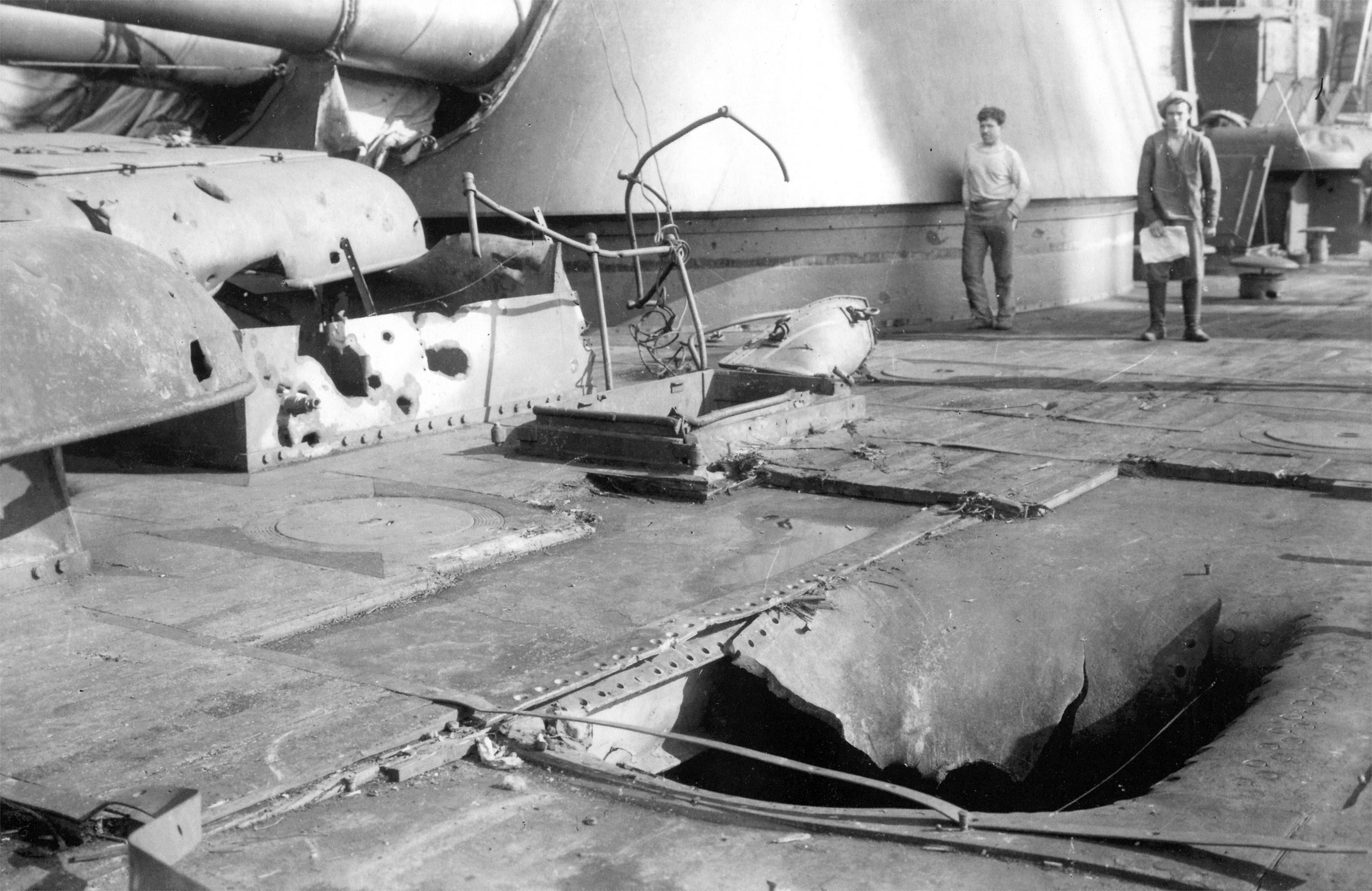
Danos no Petropavlovsk causados durante a repressão a Kronstadt.

O plano de Tukhachévski consistia em um ataque em três colunas precedido por um intenso bombardeio. Um grupo deveria atacar ao norte enquanto outros dois deveriam fazê-lo ao sul e ao sudeste. O ataque da artilharia começou no início da tarde de 16 de março e durou o dia todo; um dos disparos atingiu o navio Sebastopol e causou cerca de cinquenta baixas. No dia seguinte, outro projétil atingiu o Petropavlovsk e causou ainda mais baixas. Os danos dos bombardeios aéreos foram escassos, porém serviram para desmoralizar as forças rebeldes. Pela noite, o bombardeio cessou e os rebeldes prepararam-se para uma nova investida contra as forças de Tukhachévski, que começou na madrugada de 17 de março.
Protegidos pela escuridão e pela neblina, soldados das forças concentradas ao norte começaram a avançar contra as fortificações numeradas do norte desde Sestroretsk e Lisy Nos. Às 5h da manhã, os cinco batalhões que haviam partido de Lisy Nos alcançaram os fortes 5 e 6; apesar da camuflagem e do cuidado ao tentarem passar despercebidos, acabaram sendo descobertos pelos rebeldes. Estes, em vão tentaram convencer os soldados do governo de que não lutassem e seguiu-se um violento combate entre os rebeldes e os cadetes. Após terem sido inicialmente rechaçados e sofrido grandes baixas, o Exército Vermelho conseguiu tomar os fortes ao retornar. Com a chegada da manhã, a névoa dissipou-se deixando os soldados soviéticos desprotegidos, forçando-os a acelerar a tomada dos outros fortes. Os violentos combates causaram um grande número de baixas, e apesar da persistente resistência dos rebeldes, as unidades de Tukhachévski haviam tomado a maior parte das fortificações durante a tarde.
Embora as forças de Lisy Nos tenham alcançado Kronstadt, as de Sestroretsk — formadas por duas companhias — tiveram dificuldades para tomar o forte de Totleben na costa norte. O violento combate causou muitas baixas e somente na madrugada de 18 de março os cadetes conseguiram pôr fim conquistar o forte.
Enquanto isso, no sul, uma grande força militar havia partido de Oranienbaum na madrugada de 17 de março. Três colunas avançaram para o porto militar da ilha, enquanto uma quarta coluna se dirigiu para a entrada de Petrogrado. As primeiras, escondidas pela névoa, conseguiram tomar diversas posições da artilharia rebelde, porém logo foram derrotadas por outras posições da artilharia rebelde e pelo fogo das metralhadoras. A chegada de reforços rebeldes permitiu o rechaço do Exército Vermelho. A brigada 79 perdeu a metade de seus homens durante o ataque, fracassado. A quarta coluna, pelo contrário, obteve mais êxitos: ao amanhecer, a coluna conseguiu abrir uma brecha perto da entrada de Petrogrado e adentrou Kronstadt. As grandes perdas sofridas pelas unidades deste setor aumentaram ainda mais nas ruas de Kronstadt, onde a resistência foi feroz; entretanto, um dos destacamentos conseguiu libertar os comunistas presos pelos rebeldes.
A batalha continuou durante o dia todo e os civis, inclusive as mulheres, contribuíram para a defesa da ilha. No meio da tarde, um contra-ataque dos rebeldes estava a ponto de rechaçar as tropas governamentais, porém a chegada do 27º Regimento de Cavalaria e um grupo de voluntários comunistas os derrotaram. Ao anoitecer, a artilharia trazida de Oranienbaum começou a atacar as posições que ainda eram controladas pelos rebeldes, causando grandes danos; pouco depois as forças vindas de Lisy Nos entraram na cidade, capturaram o quartel general de Kronstadt e tomaram um grande número de prisioneiros. Até a meia-noite, os combates foram perdendo a intensidade e as tropas governamentais foram tomando os últimos fortes rebeldes. Nessa mesma noite, e como havia previsto o Comitê de Defesa de Petrogrado, os membros do CRP que ainda se encontravam em liberdade e os oficiais czaristas abandonaram a ilha e fugiram para a Finlândia junto com outros oitocentos rebeldes. Ao longo do dia seguinte, cerca de oito mil pessoas da ilha buscaram refúgio na Finlândia.
Os marinheiros sabotaram parte das fortificações antes de abandoná-las, porém as tripulações dos encouraçados negaram-se a levá-los para fora da ilha e estavam dispostas a renderem-se aos soviéticos. Nas primeiras horas de 18 de março, um grupo de cadetes tomou o controle dos barcos. Ao meio-dia, havia apenas pequenos focos de resistência e as autoridades já tinham o controle dos fortes, dos barcos da frota e de quase toda a cidade. Os últimos focos de resistência caíram ao longo da tarde.
Não se sabe ao certo o número exato de vítimas dos combates, ainda que se pense que o Exército Vermelho tenha sofrido muito mais baixas do que os rebeldes. Segundo as estimativas do cônsul estadunidense em Viborg, que são consideradas as mais confiáveis, as forças governamentais teriam sofrido cerca de dez mil baixas entre mortos, feridos e desaparecidos. Também não há cifras exatas das baixas dos rebeldes, mas calcula-se que tenham havido cerca de seiscentos mortos, mil feridos e dois mil e quinhentos prisioneiros.

## Repressão

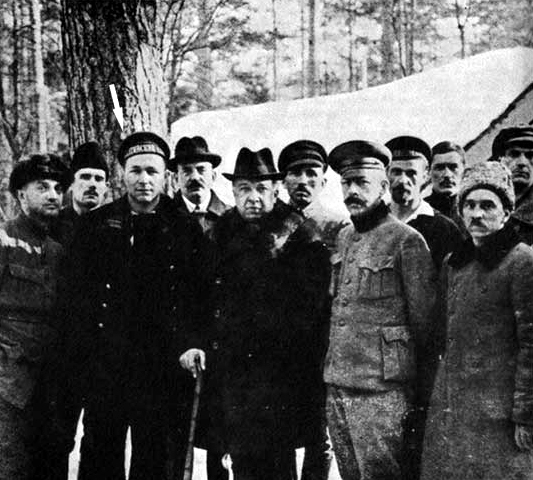
Stepan Petrichenko e outros rebeldes de Kronstadt exilados na Finlândia.

A fortaleza de Kronstadt caiu em 18 de março e as vítimas da posterior repressão não tiveram direito a nenhum julgamento. Durante os últimos momentos do combate, muitos rebeldes foram assassinados pelas forças governamentais em um ato de vingança pelas grandes perdas ocorridas durante o ataque. Treze prisioneiros foram acusados de serem os articuladores da rebelião e acabaram julgados por um tribunal militar em um julgamento secreto, ainda que nenhum deles tenha de fato pertencido ao CRP, foram todos sentenciados à morte em 20 de março.
Centenas de prisioneiros foram executados ou enviados para as prisões da Cheka. Durante os meses seguintes, um grande número de rebeldes foi fuzilado, enquanto outros foram condenados a trabalhos forçados nos campos de concentração da Sibéria, onde muitos vieram a falecer de fome ou doentes. O mesmo destino tiveram os familiares de alguns rebeldes, como a família do general Kozlovski.
Os oito mil rebeldes — em sua maioria soldados e marinheiros — que haviam fugido para a Finlândia foram confinados em campos de refugiados, onde levaram uma vida dura; parte deles mais tarde regressaram à então União Soviética com a promessa de anistia, porém foram enviados aos campos de concentração.

## Consequências
Ainda que a insurreição tenha fracassado, ela havia deixado evidente para os bolcheviques que era impossível a manutenção do "comunismo de guerra", acelerando a implantação da Nova Política Econômica (NEP), que apesar de recuperar alguns traços do capitalismo, segundo Lênin, seria um "recuo tático" para assegurar o poder soviético. Ainda que Moscou tenha inicialmente rejeitado as reivindicações dos rebeldes, terminou por aplicá-las parcialmente. O anúncio da implantação da NEP minou a possibilidade de um triunfo da rebelião, já que aliviou o descontentamento popular que alimentava os movimentos grevistas nas cidades e as revoltas no campo. Ainda que as diretrizes comunistas tenham hesitado desde o final de 1920 em abandonar o "comunismo de guerra", a revolta, nas palavras do próprio Lênin, "havia mostrado a realidade melhor do que qualquer outra coisa". O X Congresso do partido, ocorrido no mesmo momento em que se deu a revolta em Kronstadt, lançou as bases para o desmantelamento do "comunismo de guerra" e a implantação de uma economia mista que satisfizesse minimamente os desejos dos operários e camponeses, o que, segundo Lênin, era essencial para que os comunistas pudessem manter-se no poder. 
Embora as exigências econômicas de Kronstadt tenham sido adotadas parcialmente com a implantação da NEP, o mesmo não se deu com as reivindicações políticas dos rebeldes. O governo tornou-se ainda mais autoritário, eliminando a oposição interna e externa ao partido e não cedeu mais nenhum direito civil à população. O governo reprimiu fortemente os outros partidos de esquerda, mencheviques, socialistas revolucionários e anarquistas; Lênin afirmou que o destino dos socialistas que se opusessem ao partido seria o cárcere ou o exílio. Ainda que para alguns opositores fosse permitido o exílio, a maioria deles acabou nas prisões da Cheka ou condenados a trabalhos forçados nos campos de concentração da Sibéria e da Ásia central. Ao final de 1921, a ditadura bolchevique havia finalmente se consolidado.
De sua parte, o Partido Comunista agiu no X Congresso reforçando a disciplina interna, proibindo a atividade da oposição intrapartidária e aumentando o poder das organizações encarregadas de manter a disciplina dos filiados, ações que mais tarde facilitariam a ascensão de Stálin ao poder e a eliminação de praticamente toda a oposição política.
As potências ocidentais não se mostraram dispostas a abandonar as negociações com o governo bolchevique para apoiar a rebelião. Em 16 de março, firmou-se em Londres o primeiro acordo comercial entre o Reino Unido e o governo de Lênin; no mesmo dia foi assinado um acordo de amizade com a Turquia em Moscou. A revolta tampouco desbaratou as negociações de paz entre os soviéticos e poloneses e o Tratado de Riga foi firmado em 18 de março. A Finlândia, por sua parte, negou-se a auxiliar os rebeldes, confinados em campos de refugiados, e não permitiu que se lhes prestasse ajuda em seu território.

## Análise
Na sua análise da rebelião, o historiador Paul Avrich escreveu que os rebeldes tinham poucas hipóteses de êxito, mesmo que o gelo tivesse derretido a seu favor e a ajuda tivesse chegado. Kronstadt estava despreparada, intempestiva e em desvantagem em relação a um governo que acabara de vencer uma guerra civil de maior magnitude. Petrichenko, presidente do Comité Revolucionário de Kronstadt, partilhava esta crítica retrospectiva. A ajuda do general Wrangel, do Exército Branco, teria levado meses a ser mobilizada. Avrich resumiu todo o contexto na introdução do seu livro Kronstadt, 1921: 
Em 1921, a Rússia Soviética não era o Leviatã das últimas décadas. Era um Estado jovem e inseguro, confrontado com uma população rebelde a nível interno e com inimigos implacáveis no exterior que ansiavam por ver os bolcheviques expulsos do poder. Mais importante ainda, Kronstadt estava em território russo; o que confrontava os bolcheviques era um motim na sua própria marinha, no seu posto mais estratégico, que guardava os acessos ocidentais a Petrogrado. Temiam que Kronstadt pudesse incendiar o continente russo ou tornar-se o trampolim para outra invasão antissoviética. Havia cada vez mais provas de que os emigrantes russos estavam a tentar ajudar a insurreição e a transformá-la em seu próprio benefício. Não que as atividades dos brancos possam desculpar as atrocidades cometidas pelos bolcheviques contra os marinheiros. Mas tornam mais compreensível o sentido de urgência do governo em esmagar a revolta. Dentro de algumas semanas, o gelo do golfo finlandês derreteria e poderiam ser enviados mantimentos e reforços do Ocidente, transformando a fortaleza numa base para uma nova intervenção. Para além da propaganda envolvida, Lenine e Trotsky parecem ter ficado genuinamente ansiosos com esta possibilidade.